# Токайский район (Воронежская область)
Токайский район — административно-территориальная единица в составе Воронежской области РСФСР, существовавшая в 1935—1957 годах.
Административный центр — село Ростоши.
Район был образован 18 января 1935 года из сельсоветов Архангельского района.
5 октября 1957 года Токайский район был упразднён, его территория вошла в состав Архангельского и Эртильского районов.